# Potawatomi
Potawatomi (u vlastitom jeziku nIshnabe'k =ljudi).- Jedno od jezerskih plemena Algonquian Indijanaca čiji je dom bio Lower Peninsula ili Lower Michigan, ali se kasnije nalaze i po drugim državama današnjih SAD, u Illinoisu, Indiani, Iowi, Kansasu, Ohiju, Oklahomi i Wisconsinu, te u Kanadi u Ontariju. Potawatomi su se u 19 stoljeću raspali na više bandi, među kojima su 1) Prairie Potawatomi s Potawatomi rezervata i središtem u Hortonu. Od njih se kasnije dio odvojio i naselio u Oklahomi, danas su poznati kao Citizen Potawatomi. 2) U Wisconsinu su nastanjeni Forest ili Stray Potawatomi, najtradicionalnija grupa među Potawatomima u Michiganu;  3) Huron Potawatomi, koji su porijeklom od bandi Mogwago i Pamptopee, koje su 1840 vojnici otpremili u Kansas, ali su se vratili u Michigan. 4) Hannahville Potawatomi danas žive na Upper Michiganu; 5) Citizen Potawatomi, najveća grupa Potawatoma porijeklom iz južnog Michigana i sjevernew Indiane, u Oklahomu su preseljeni 1870, a središte im je gradić Shawnee; 6) Pokagon Potawatomi su iz jugozapadnog Michigana; 7) Grupe u Kanadi.
Prema NAHDB-u, Potawatomi 2000 broje 25,700 duša, i to 4,300 u Kansasu; 9,600 u Michiganu; 10,600 u Oklahomi; 200 u Ontariju; i 1,000 u Wisconsinu.

## Ime
Ime dolazi od chippewa ili cree jezika (prema J. B. Bottineau) Potawatamiñk ili Potawaganiñk, u značenju 'People of the place of the fire', a potvrđuje ga i značenje hjuronskog naziva  Otsista'geroñnoñ'  , (kod Champlaina, 1616) Asistagueroüon =People of the place of fire. Ime im se prevodi i kao  'firemakers' , to jest onima koji proizvode vatru /kremenom/ ili jednožičnim lukom, napravom dobro poznatoj etnolozima, pomoću koje se velikom brzinom, mnogo brže nego ručno, okreče štapić po udubljenoj drvenoj podlozi, što dovodi do trenja i konačnog iskrenja koje zapali lakogoreći materijal. Naziv Potawatomi javljao se kroz povijest u mnogobrojnim varijantama, među kojima i: Powtowottamies (Carver, Trav., 349, 1778.), Pouutouatami (Jes. Rel. 1640, 35, 1858.), Pottawotamies (Shea, Cath. Miss., 397, 1855.), Pottowatomy (Smith, 1799. quoted by Drake, Trag. Wild., 221, 1841.), Potowotamies (Gallatin in Trans. Am. Antiq. Soc., II, 121, 1836.), Pottewatemies (Hildreth, Pioneer Hist., 75, 1848.), etc. Naziv 'fire makers', nalazimo u nazivu Miami Indijanaca koji glasi u njihovom jeziku Wah-ho'-na-hah. Varijante ovog Miami naziva možda su oblici Wáhiú˘axá (Omaha), Wáhiúyaha (Kansa), Woraxa (kod plemena Iowa, Oto i Missouri) i Woráxe ( kod Winnebago Indijanaca), članovima roda Siouan, koji su ga po svoj prilici prilagodili svome jeziku. 
Među nekim narodima američkog Jugoistoka, kao kod Creek Indijanaca, Potawatomi su bili poznati kao ' watermelon people ', odnosno Tcĺshtĺlálgi, ili Kúnu-háyanu kod Caddo plemena. 

## Sela
Abercronk (?), Ashkum's Village, Assiminehkon, Aubbeenaubbee's Village, Checkawkose's Village, Chekase's Village, Chichipé Outipé, Chippoy, Comoza's Village, Kinkash's Village, Little Rock Village, Macon, Macousin, Mangachqua, Maquanago, Masac's Village, Matchebenashshewish's Village, Maukekose's Village, Menominee's Village, Menoquet's Village, Mesheketeno's Village, Mesquawbuck's Village, Mickkesawbee, Milwaukee (s Foxes i Mascouten), Minemaung's Village, Mota's Village, Muskwawasepeotan, Natowasepe, Nayonsay's Village, Pierrish's Village, Pokagon, Prairie Ronde, Rock Village, Rum's Village, Saint Joseph (misija na St. Joseph River uz južnu obalu jezera Lake Michigan), Saint Michael, Sawmehnaug, Seginsavin's Village, Shaytee's Village, Shobonier's Village, Soldier's Village, Tassinong, Toisa's Village, Tonguish's Village, Topenebee's Village, Waisuskuck's Village, Wanatah, Wimego's Village, Winamac's Village, Wonongoseak.

## Lokalne zemljopisne skupine
Kroz 18. stojeće Potawatomi su se sastojali od 3 glavna ogranka zemljopisno nazivani Saint Joseph Potawatomi sa Saint Joseph Rivera u jugozapadnom Michiganu, za koje je Allouez kod današnjeg South Benda utemeljio istoimenu Misiju Saint Joseph. 
Druga grupa živjela je u jugoistočnom Michiganu, prozvani imenom Detroit Potawatomi, od kojih su potekli Huron Potawatomi. 
Treća grana je iz sjevernog Illinoisa i južnog Wisconsina, to su Prairie Potawatomi.

## Povijest
Potawatomi, Ojibwa i Ottawa, kaže tradicija, bili su jedan narod nastanjen u velikim Istočnim šumama, to jest na Sjeveroistočnom šumskom kulturnom području, kamo pripadaju i skupine pravih Irokeza, Hurona i središnjih i istočnih Algonquiana. Pradomovina jezerskih Algonkina bila je Atlantska obala odakle su se dijelom pod pritiskom Irokeza nastanili u jezerskom području. Ova migracija morala se desiti negdje nakon osnutka irokeške lige, svakako oni su oko 1500. već naseljeni na Lower Peninsuli. 
Prvi glasi o njima potječu od Charlevoixa, ali po pričanju Hurona, a 1634. susreće ih u Wisconsinu francuski istraživač Jean Nicolet. U kontakt kasnije dolaze s Allouezom (1667.), a 1670. nalaze se kod Green Baya, odakle su se počeli širiti po jezerskim državama. Potawatomi su isprva na strani Francuza i pomažu im u borbi protiv Engleza, a sudjeluju i u Pontiacovom ustanku. 
U ratovima u ranom 19. stoljeću Potawatomi često mijenjaju strane, dok su u vrijeme Američke Revolucije (1777.) bili na strani Engleza. Sve skupa završilo je da su na kraju Potawatomi između 1836. i 1841. bili protjerani preko Mississippija. Dijelovi prerijskih Potawatoma vraćaju se natrag u wisconsin a Huron Potawatomi u donji Michigan. Neki od Potawatoma izbjegoše u Kanadu na otok Walpole u okrug St. Clair, gdje su se još zadržali. Godine 1846. Prerijski Potawatomi preseljeni su Kansas. Otuda ih se dio izdvoji i 1861. odlazi u Oklahomu, gdje su postali poznati kao Citizen Potawatomi. Migracije i seobe Potawatoma završile su na rezervatima Kansasa, Oklahome, Michigana, Wisconsina i Kanade.

## Etnografija
Subsistencija i sezonske migracije Potawatoma
Potawatomi su izvorno bili stanovnici Sjeveroistočnih velikih šuma, a kasnije osvajaju i predjele na prerijama gdje postaju lovci na bizone. Kao stanovnici šume Potawatom isu se bavili lovom, ribolovom, uzgojem zeleni i sakupljanjem divlje biljne hrane, kao što su orasi, bobice, jestivo korijenje. Uzgajali su kukuruz grah i duhan. U lov se išlo individualno ili u malenim lovačkim skupinama. Lovac je naoružan lukom i strijelom, a u šumi se hvatao jelen, los i dabar. U kasnu jesen narod se rasipao po malenim skupinama koje su odlazile na zimska lovišta, podižući logore u dolinama zaštićenim od zimske hladnoće. Dolaskom proljeća iznova bi se regrupirali u veće zajednice koje bi polazile u kolektivni lov na bizona na preriji ili na ribolov po potocima što su tekli prema jezeru Michigan.
Settlement, socijalna organizacija i sistem srodstva
Velika ljetna sela podižu se na rubovima šuma, u blizini prerija i ribarskih potoka. za lokaciju sela često se izabire manji potok u blizini jezera, tako da je mjesto pogodno lovu, ribolovu i sakupljanju. Nastambe su kupolaste kolibe -wigwami, pokriveni rogožinom ili korom drveta
Organizacija je klanska, a porijeklo, nasljeđivanje i pravila o braku, ista su kao i kod njihovih rođaka Ojibwa. On je patrilinearan i egzogaman. Sistem srodstva je tipa Anishinaabe o čemu piše Theresa M. Schenck. Rodbinski odnosi zahtijevaju poštovanje među 'braći' i 'sestrama', uključujući i djecu očeve braće i djecu majčinih sestara. Odnosi šegačenja prisutni su između šurjaka i svastika i nećaka i ujaka. 
Poglavištvo i government
Vrhunskog poglavištva (chiefdom), na razini cijelog plemena, među Potawatomima nije bilo, ali su postojale seoske klanske vođe, a bio bi po jedan izbran iz svakog sela, i svaki bi imao po jedan glas, ako bi se radilo o nekoj krupnoj stvari, kao što je međuplemenski rat. 
Religiozni život
Svaki klan Potawatoma imao je vlastiti sveti zavežljaj, on je fokus oralnih tradicija koje bilježe povijest klana. Svaki klan ima svoje vlastite rituale, pjesme, plesove i tabue. Svete zavežljaje Potawatomima, kao i srodnim Kickapoosima, dao je kulturni heroj Wisaka. 
Šaman se poštuje, a on je i glavna veza s dobrim i zlim duhovima, liječi bolesti, ali se pri tome služi i herbalnom medicinom. 
Potawatomi imaju i veliko medicinsko društvo Midewiwin, ili Grand Medicine. Sveta lula 'calumet', koja služi za pušenje, duga je oko dvije i pol stope s glavom od katlinita, kamena crvene boje, koji se nabavlja jedino na području kamenoloma koje je u vlasništvu Yankton Indijanaca u Minnesoti.
Klan
Klan je, kaže Morgan ,egzogaman i patrilinearan. On biljerži 15 ovakvih klanova među Potawatomima: 
1. Mo-ah-ah (Vuk; Wolf). 2. M’-ko’ (Medvjed; Bear). 3. Muk (Dabar; Beaver). 4. Mis-sha’-wa (Sjeverni jelen /los/; Elk. 5. Ma-ak (Gnjurac; Loon). 6. K’-nou’ (Orao; Eagle). 7. N’-ma’ (Jesetra; Sturgeon). 8. N’-ma-pe-na’ (Šaran; Carp). 9. M’-ge-ze’-wa (Bjeloglavi orao; Bald Eagle). 10. Che’-kwa (Grom; Thunder). 11. Wä-bo’-zo (Zec; Rabbit). 12. Kä-käg-she (Vrana; Crow). 13. Wake-shi' (Lisica; Fox). 14. Pen-na (Puran; Turkey). 15. M’-ke-eash’-she-ka-kah’ (Crni jastreb; Black Hawk).

## Vanjske poveznice
- 'Potawatomi' entry from Hodge's Handbook (eng.)
- nIshnabe'k - The People (eng.)
- NativeWeb Home (eng.)
- Potawatomi History  Arhivirana inačica izvorne stranice od 11. lipnja 2008. (Wayback Machine) (eng.)
- Native American nations  (eng.)